# Ante Ćorić
Ante Ćorić (Zágráb, 1997. április 14. –) horvát válogatott labdarúgó, az AS Roma középpályása.
A horvát válogatott tagjaként részt vett a 2016-os Európa-bajnokságon.

## Pályafutása

### Klubcsapatban
Ćorić Zágrábban született bosnyák kisebbségi család gyermekeként. Édesapja, Miljenko labdarúgóedző volt, gyerekként ő edzette Ćorićot. Ötéves korában a Hrvatski Dragovoljac csapatában kezdte pályafutását, majd kilencévesen került az NK Zagreb akadémiájára. 2009-ben Ćorić csatlakozott a Red Bull Salzburghoz, annak ellenére, hogy érdeklődött iránta a Bayern München, a Chelsea és a Barcelona is. 2013-ban, négy év elteltével visszatért Horvátországba, a Dinamo Zagrebhez, akik 900 000 eurót fizettek érte az osztrák klubnak.
2014. április 16-án mutatkozott be új csapatában a felnőttek között. Az RNK Split elleni bajnokin a 69. percben csereként állt be Ivo Pinto helyére. Április 26-án először kapott kezdőként lehetőséget, május 10-én pedig első gólját is megszerezte az NK Istra 1961 ellen 2-1-es vereség alkalmával. Szeptember 18-án Ćorić a 77. percben csereként állt be a román Astra Giurgiu elleni Európa-liga mérkőzésen, majd megszerezte csapata ötödik gólját, ezzel ő lett a sorozat legfiatalabb gólszerzője 17 évesen és 157 naposan. 2015-ben a Večernji list horvát napilap az év horvát reménysége díjjal jutalmazta teljesítményét.
2018. május 28-án aláírt az olasz AS Roma csapatához. Az olaszok a 2019-2020-as szezonra kölcsönadták a spanyol másodosztályban szereplő Almeríának.
A következő szezonokban kölcsönjátékosként szerepelt még a holland VVV-Venlo, a szlovén Olimpija Ljubljana és a svájci Zürich csapatában is.

### A válogatottban
Ćorić többszörös utánpótlás válogatott. A horvát válogatottban 2016 májusában mutatkozott be a moldávok elleni barátságos mérkőzésen. Tagja volt a horvátok 2016-os Európa-bajnokságon szereplő keretének, de pályára nem lépett a kontinenstornán.

## Statisztika
2018. május 23-án frissítve.
| Klub          | Szezon   | Bajnokság     | Bajnokság | Országos kupa | Országos kupa | Nemzetközi kupa | Nemzetközi kupa | Összesen      | Összesen |
| Klub          | Szezon   | Pályára lépés | Gól       | Pályára lépés | Gól           | Pályára lépés   | Gól             | Pályára lépés | Gól      |
| ------------- | -------- | ------------- | --------- | ------------- | ------------- | --------------- | --------------- | ------------- | -------- |
| Dinamo Zagreb | 2013–14  | 6             | 1         | 0             | 0             | 0               | 0               | 6             | 1        |
| Dinamo Zagreb | 2014–15  | 24            | 3         | 5             | 1             | 4               | 1               | 33            | 5        |
| Dinamo Zagreb | 2015–16  | 28            | 4         | 6             | 1             | 7               | 0               | 41            | 5        |
| Dinamo Zagreb | 2016–17  | 23            | 4         | 4             | 3             | 9               | 1               | 36            | 8        |
| Dinamo Zagreb | 2017–18  | 21            | 3         | 3             | 1             | 3               | 0               | 27            | 4        |
| Összesen      | Összesen | 102           | 15        | 18            | 6             | 23              | 2               | 143           | 23       |

## Sikerei, díjai
Dinamo Zagreb
- Horvát bajnok (3): 2014–15, 2015–16, 2017–18
- Horvát kupa (3): 2014–15, 2015–16, 2017–18
- Horvát szuperkupa (2): 2015, 2016

Zürich
- Swiss Super League
  - Bajnok (1): 2021–22

Egyéni
- Az év horvát reménysége: 2015[8]